# Đèo Khyber
Đèo Khyber (خیبر درہ) là một con đèo ở tỉnh Khyber Pakhtunkhwa của Pakistan, trên biên giới với Afghanistan (tỉnh Nangarhar). Nó kết nối thị trấn Landi Kotal với Thung lũng Peshawar tại Jamrud thông qua một phần của dãy núi Spīn Ghar. Vì là một phần của Con đường Tơ lụa cổ đại, nên đèo Khyber từ xưa đã là một tuyến đường thương mại quan trọng giữa Trung Á và tiểu lục địa Ấn Độ và là một điểm quân sự chiến lược giữa các quốc gia xung quanh. Theo Xa lộ xuyên Châu Á 1 (AH1), đỉnh đèo tại Landi Kotal cách Pakistan 5 km (3 dặm), và chân đèo tại Jamrud, có độ cao 460 m (500 yd) từ biên giới Afghanistan.
Cư dân trong khu vực chủ yếu đến từ các bộ lạc Afridi và Shinwari một bộ lạc của người Pashtun.

## Lịch sử

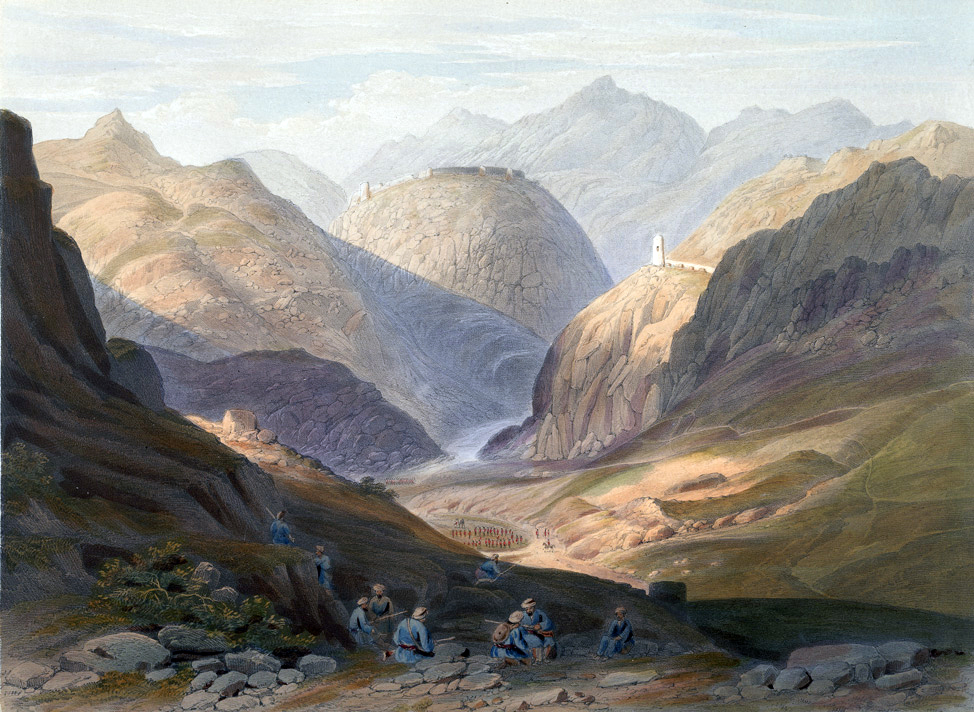
Đèo Khyber với pháo đài của Ali Masjid vào năm 1848

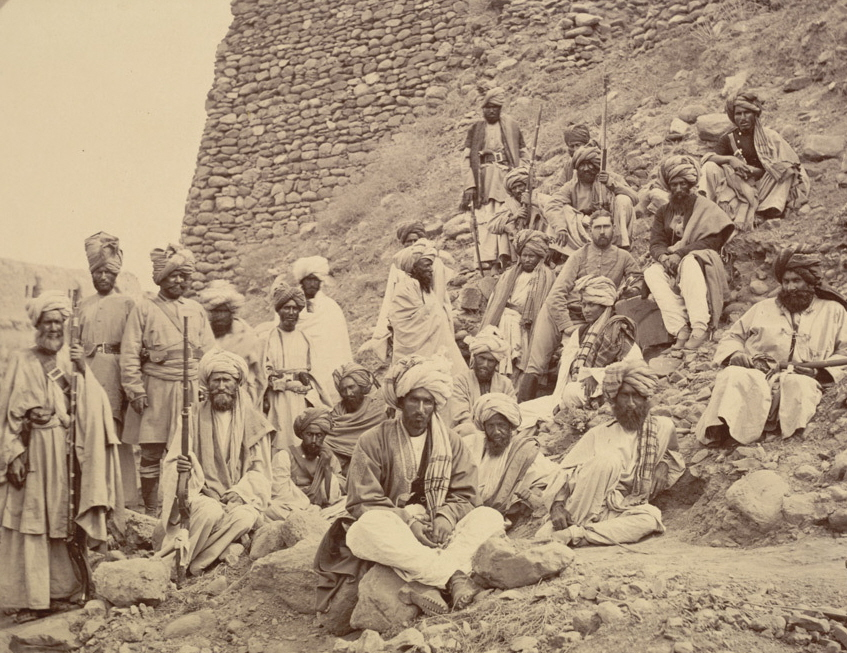
Các thủ lĩnh Afghanistan chụp tại Pháo đài Jamrud ở cửa đèo Khyber vào năm 1878

Các cuộc xâm lược lịch sử vào tiểu lục địa Ấn Độ chủ yếu qua đèo Khyber, chẳng hạn như của Cyrus Đại đế, Darius I, Thành Cát Tư Hãn và những người Mông Cổ sau này như Duwa, Qutlugh Khwaja và Kebek. Trước thời Đế quốc Quý Sương, đèo Khyber không phải là con đường thương mại được sử dụng rộng rãi.
Đèo Khyber trở thành một phần quan trọng của Con đường Tơ lụa, một tuyến đường thương mại chính từ Đông Á sang Châu Âu. Đế chế Parthia đã tranh giành quyền kiểm soát những con đèo như thế này để kiếm lợi từ việc buôn bán tơ lụa, ngọc bích, đại hoàng và những thứ xa xỉ khác di chuyển từ Trung Quốc sang Tây Á và Châu Âu. Thông qua Đèo Khyber, Gandhara (thuộc Pakistan ngày nay) trở thành một trung tâm thương mại khu vực nối Bagram ở Afghanistan với Taxila ở Pakistan, đưa thêm các mặt hàng xa xỉ của Ấn Độ như ngà voi, hạt tiêu và hàng dệt may vào thương mại Con đường Tơ lụa.:74
Trong số các cuộc xâm lược của người Hồi giáo vào tiểu lục địa Ấn Độ qua đèo Khyber có Mahmud của Ghaznavi, Muhammad của Ghor và người Thổ Nhĩ Kỳ-Mông Cổ.
Cuối cùng, những người theo Sikh giáo dưới sự chỉ huy của Ranjit Singh đã chiếm được đèo Khyber vào năm 1834. Vị tướng của người Sikh là Hari Singh Nalwa, người kiểm soát đèo Khyber trong nhiều năm, đã trở thành một cái tên quen thuộc ở Afghanistan.
Ở phía bắc của đèo Khyber là lãnh thổ của bộ tộc Shalmani và bộ tộc Mullagori. Về phía nam là Afridi Tirah, trong khi cư dân của các ngôi làng ở khu vực đèo là các thị tộc Afridi. Trong suốt nhiều thế kỷ, các gia tộc Pashtun, đặc biệt là người Afridi và người Afghan Shinwari, đã coi con đèo là tài sản riêng của mình và tiến hành thu phí du khách đi qua đèo. Vì đây là nguồn thu nhập chính của họ từ lâu nên việc chống lại quyền kiểm soát của người Shinwari thường rất gay gắt.
Vì những lý do chiến lược, sau Chiến tranh thế giới thứ nhất, chính phủ Ấn Độ thuộc Anh đã xây dựng một tuyến đường sắt đi qua đèo. Đường sắt đèo Khyber từ Jamrud, gần Peshawar, đi đến biên giới Afghanistan gần Landi Kotal được khai trương vào năm 1925.
Trong Chiến tranh thế giới thứ hai, các răng rồng bằng bê tông được dựng lên trên nền thung lũng, do người Anh lo ngại về một cuộc xâm lược của xe tăng Đức vào thuộc địa Ấn Độ của mình.

## Đèo Khyber trong Chiến tranh Afghanistan
Trong Chiến tranh Afghanistan, đèo Khyber là một tuyến đường chính để tiếp tế vũ khí quân sự và lương thực cho các lực lượng NATO kể từ khi Hoa Kỳ bắt đầu cuộc xâm lược vào Afghanistan năm 2001. Gần 80% nguồn cung cấp của NATO và Hoa Kỳ được đưa vào bằng đường bộ thông qua đèo Khyber. Nó cũng đã được sử dụng để vận chuyển thường dân từ phía Afghanistan sang Pakistan. Cho đến cuối năm 2007, tuyến đường tương đối an toàn vì các bộ lạc sống ở đó (chủ yếu là người Afridi, một bộ tộc Pashtun) đã được chính phủ Pakistan trả tiền để giữ an toàn cho khu vực. Tuy nhiên, sau năm đó, Taliban bắt đầu kiểm soát, từ đó có những căng thẳng lớn hơn quanh khu vực.